# Doreen Carwithen
Doreen Mary Carwithen (Haddenham, 15 de noviembre de 1922 - Forncett St Peter, 15 de enero de 2003) fue una compositora británica de música para películas y clásica. También fue conocida como Mary Alwyn.

## Biografía
Las primeras lecciones musicales que recibió de niña se las impartió su madre, una maestra de música, comenzando a tocar tanto el piano como el violín con ella a los cuatro años de edad. A los dieciséis empezó a componer musicando "I Wandered Lonely as a Cloud (Daffodils)" de Wordsworth para voz y piano.
En 1941 ingresó en la Royal Academy of Music y tocó el violonchelo en un cuarteto de cuerda y con orquestas. Fue miembro de la clase de armonía de William Alwyn, quien empezó a enseñarle composición. Su obertura ODTAA (One Damn Thing After Another) fue estrenada en el Covent Garden por Adrian Boult en 1947. Ese mismo año la Royal Academy la seleccionó para formarla como compositora de música para películas. 
En 1961 se convirtió en secretaria y amanuense de William Alwyn, convirtiéndose en su segunda esposa en 1975, adoptando Mary Alwyn como su nombre de casado, pues no le gustaba el de Doreen, y Mary era su segundo nombre. Más tarde trabajó como sub profesora de composición en la RAM. Después de la muerte de su marido en 1985, fundó el Archivo William Alwyn y la Fundación William Alwyn para promover la música del difunto y facilitar proyectos de investigación relacionados.
Entonces recuperó el interés en su propia música. En 1999 un accidente cerebrovascular la dejó paralizada de un lado. Murió en Forncett St Peter, cerca de Norwich, el 5 de enero de 2003.

## Obras
Carwithen escribió la partitura de más de 30 películas, incluyendo Harvest from the Wilderness (1948), Boys in Brown (1950), La trampa (1952), Los hombres del bosque de Sherwood y East Anglian Holiday en 1954 y Break in the Circle y Tres casos de asesinato en 1955. También compuso la partitura de Elizabeth Is Queen, la película oficial de la coronación de la reina Isabel II del Reino Unido.
También compuso música orquestal: una obertura ODTAA (One Damn Thing After Another) (1945) (a partir de la novela de John Masefield); un Concierto para piano y cuerdas (1948); la obertura Bishop Rock (1952) y la Suite Suffolk (1964). También compuso dos cuartetos de cuerda poco conocidos, pero que ganaron premios.
También editó para poder representarse el segundo concierto para piano de su esposo William Alwyn.

## Filmografía destacada
- To the Public Danger (1948)